# Vlag van Nuenen, Gerwen en Nederwetten

Vlag van de gemeente Nuenen, Gerwen en Nederwetten

De vlag van Nuenen, Gerwen en Nederwetten is op 21 oktober 1976 vastgesteld als de gemeentelijke vlag van de Noord-Brabantse gemeente Nuenen, Gerwen en Nederwetten . De beschrijving van de vlag luidt als volgt:
Vier banen: wit, zwart, geel en blauw en een rode broekingsbaan ter breedte van 1/4 van de hoogte in de vlag. De hoogte en de lengte van de vlag verhouden zich als 2:3.
De kleuren van de vlag zijn afgeleid van de voormalige gemeentewapens van Nuenen, Gerwen en Nederwetten, welke ook terugkomen in het huidige gemeentewapen van Nuenen, Gerwen en Nederwetten. Het ontwerp was van de Stichting voor Banistiek en Heraldiek.

## Verwante afbeelding

Wapen van Nuenen, Gerwen en Nederwetten

Alphen-Chaam · Altena · Asten · Baarle-Nassau · Bergeijk · Bergen op Zoom · Bernheze · Best · Bladel · Boekel · Boxtel · Breda · Cranendonck · Deurne · Dongen · Drimmelen · Eersel · Eindhoven · Etten-Leur · Geertruidenberg · Geldrop-Mierlo · Gemert-Bakel · Gilze en Rijen · Goirle · Halderberge · Heeze-Leende · Helmond · 's-Hertogenbosch · Heusden · Hilvarenbeek · Laarbeek · Land van Cuijk · Loon op Zand · Maashorst · Meierijstad · Moerdijk · Nuenen, Gerwen en Nederwetten · Oirschot · Oisterwijk · Oosterhout · Oss · Reusel-De Mierden · Roosendaal · Rucphen · Sint-Michielsgestel · Someren · Son en Breugel · Steenbergen · Tilburg · Valkenswaard · Veldhoven · Vught · Waalre · Waalwijk · Woensdrecht · Zundert